# Polygnotus

Portret van Polygnotus (Gripsholms slott)

Polygnotus (Oudgrieks: Πολύγνωτος, Polygnotos) was een Grieks kunstschilder uit de 5e eeuw v.Chr.
Polygnotus was afkomstig van het eiland Thasos. Zijn vader was reeds kunstschilder en zijn zoon werd het later óók. Tussen 480 en 440 v.Chr. was hij vooral werkzaam te Athene, waar hij wegens bijzondere verdiensten het burgerrecht verkreeg. Hij trouwde er omstreeks 475 v Chr. met Elpenice, de zuster van Cimon II. In Athene decoreerde hij onder meer samen met Micon de Stoa Poikile, het Hephaisteion en het heiligdom van de Dioscuren. In de pinacotheek van de Propylaeën op de akropolis bevonden zich schilderijen van hem, op houten panelen die aan de muur werden bevestigd, met Achilles op Scyrus en Odysseus in gezelschap van Nausikaä.
Buiten Athene lijkt Polygnotus ook gewerkt te hebben in Thespiae en Plataeae (in Boeotië) en te Delphi. In Delphi versierde hij de Lesche (= clubhuis of vergaderlokaal) van de Cnidiërs met twee grote wandschilderingen, die de Verwoesting van Troje en Odysseus' oproeping van de doden in de Onderwereld voorstelden; en die door Pausanias tot in de details zijn beschreven.
Polygnotus schilderde op houten panelen en paste encaustische technieken toe, maar hij maakte ook fresco's. Zoals contemporaine vaatwerkschilderingen illustreren, werkte hij in de traditie van de vroegklassieke periode. Zijn figuren werden trapsgewijs in rijen op verschillende hoogten boven elkaar aangebracht, waardoor de compositie dieptewerking kreeg. Polygnotus zou het eerst naturalistische details als doorschijnende gewaden en diverse gelaatsuitdrukkingen hebben weergegeven. Zijn coloriet bleef eenvoudig, want hij beperkte zich in hoofdzaak tot vier kleuren, en zijn tekeningen, hoewel zeer knap, waren nog zuiver lineair; zonder streven naar reliëfwerking. De archaïsche gewoonte om naast elke persoon de naam te schrijven werd in zijn schilderijen volgehouden.
Polygnotus werd door Aristoteles in zijn Poëtica (1450a28) “ἠθόγραφος” (= “karakterschilder”) genoemd. Zijn invloed, die blijkbaar van buitengewoon belang is geweest, is merkbaar bij enkele Attische vazenschilders uit het midden van de 5e eeuw, zoals de zogenaamde Schilder van de Niobiden, en de Schilder van Penthesileia. 
 Theophrastus beweert dat Polygnotus de schilderkunst heeft “uitgevonden” en dat zijn werk al zijn voorgangers deed vergeten.

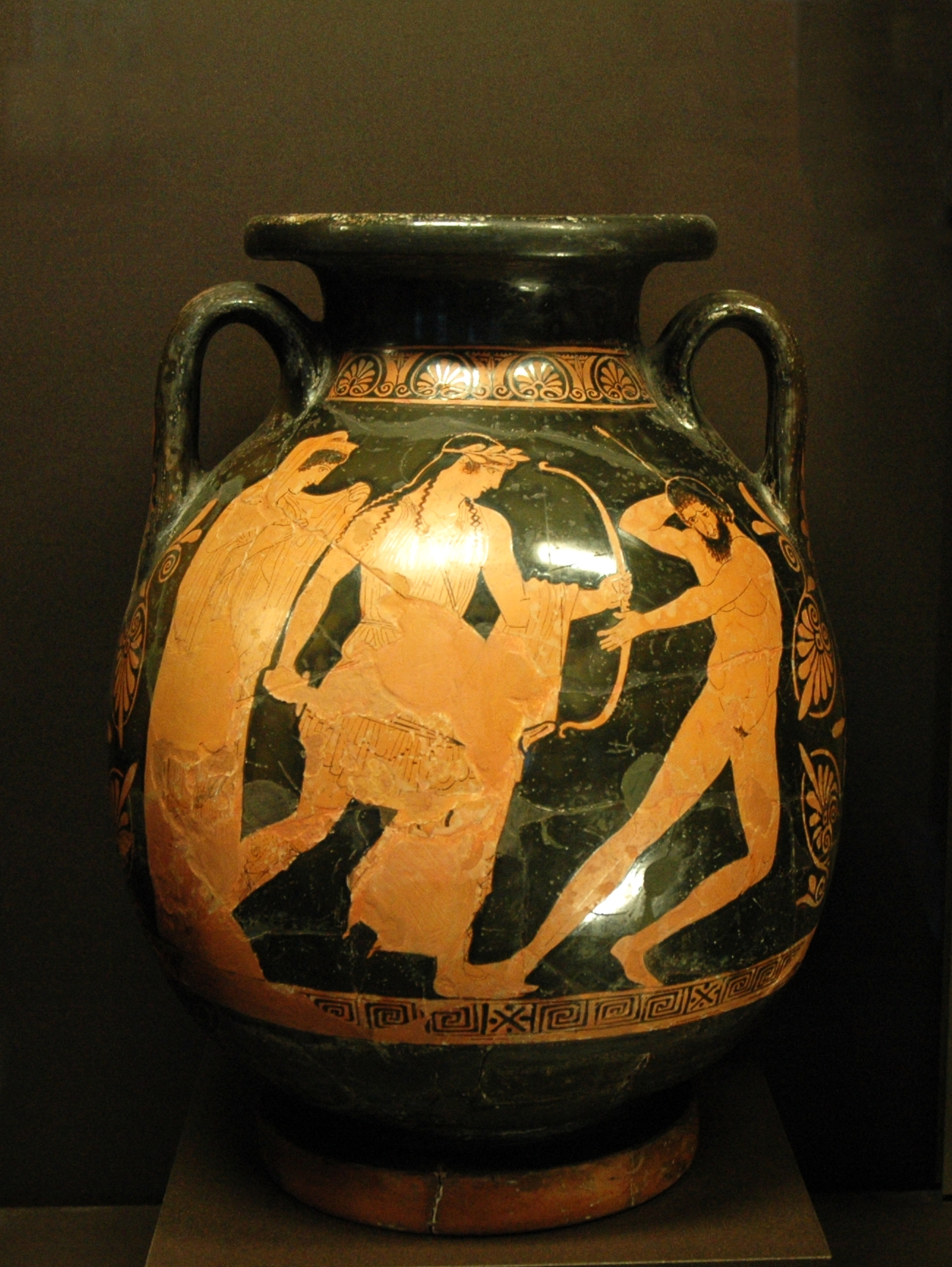
Een vaas beschilderd door Polygnotus (Louvre)

- Bibliothèque nationale de France: cb11972944w (data)
- Gemeinsame Normdatei: 119385198
- International Standard Name Identifier: 0000 0000 9722 2718
- Library of Congress Control Number: n84083900
- Nationale Bibliotheek van Tsjechië: xx0187312
- Nationale Bibliotheek van Israël: 987007277929605171
- Système universitaire de documentation: 027779718
- Union List of Artist Names: 500115803
- Virtual International Authority File: 262616976
- WorldCat: E39PCjqTYq3wFyxJdfydVXqwvd